# Neodriessenia candelabra
Neodriessenia candelabra är en tvåhjärtbladig växtart som beskrevs av Carlo Hansen. Neodriessenia candelabra ingår i släktet Neodriessenia och familjen Melastomataceae. Inga underarter finns listade i Catalogue of Life.